# In a Moment Like This
«In a Moment like This» (с англ. — «В такой момент») ― песня, исполненная Кристиной Шани и Томасом Н’эвергрином на конкурсе песни Евровидение-2010, состоявшемся в Осло 29 мая 2010 года.
Песня стала победителем конкурса Dansk Melodi Grand Prix, состоявшегося 6 февраля. Набрав 149 очков, они заняли 4-е место на конкурсе песни Евровидение-2010.
Песня не избежала споров, поскольку утверждалось, что она слишком похожа на «Every Breath You Take».
Позже, в 2010 году, песня была записана южноафриканскими исполнителями Лиани Мэй и Джеем. Шведская группа Scotts записала кавер-версию песни в дуэте с Эрикой Шестрем из The Drifters, которая в 2010 году появилась как на альбоме Scotts , так и на альбоме The Drifters.

## Чарты
| Чарт (2010)                                | Высшая позиция |
| ------------------------------------------ | -------------- |
| Бельгия/Фландрия (Ultratip Bubbling Under) | 19             |
| Дания (Tracklisten)                        | 2              |
| Iceland (RÚV)                              | 9              |
| Норвегия (VG-lista)                        | 5              |
| Швеция (Sverigetopplistan)                 | 21             |
| Швейцария (Schweizer Hitparade)            | 12             |
| UK Singles Chart                           | 137            |